# Everybody Wants to Rule the World
"Everybody Wants to Rule the World" är en låt av den brittiska gruppen Tears for Fears utgiven 1985. Det var gruppens nionde singel och den tredje från albumet Songs from the Big Chair.
Singeln blev en av gruppens största framgångar. Den nådde 2:a plats på brittiska singellistan och låg etta i två veckor på amerikanska Billboard Hot 100 i juni 1985. Låten toppade även Billboards Hot Dance Club Play-lista och blev en stor hit i flera andra länder. 1986 utsågs den till bästa låt vid Brit Awards. "Everybody Wants to Rule the World" låg fyra veckor på Trackslistan med 8:e plats som högsta placering den 4 maj 1985.
2013 tolkades låten av den nyzeeländska sångerskan Lorde på soundtrackalbumet The Hunger Games: Catching Fire – Original Motion Picture Soundtrack. Hennes version nådde bland annat plats 14 i Nya Zeeland och plats 65 i Storbritannien.

## Format och låtlistor
Singeln utgavs i flera olika format; som vanlig 7"-singel, dubbel 7"-singel, 10"-singel och i två olika 12"-versioner.
7" singel
1. "Everybody Wants to Rule the World" (4:10)
2. "Pharaohs" (3:42)

7" dubbelsingel
Skiva 1
1. "Everybody Wants to Rule the World" (4:10)
2. "Pharaohs" (3:42)

Skiva 2
1. "Everybody Wants to Rule the World [Urban Mix]" (6:06)
2. "Interview Excerpt" (7:30)

10" singel
1. "Everybody Wants to Rule the World" (4:10)
2. "Pharaohs" (3:42)

12" singel
1. "Everybody Wants to Rule the World [Extended Version]" (5:43)
2. "Everybody Wants to Rule the World" (4:10)
3. "Pharaohs" (3:42)

12" singel – Urban Mix
1. "Everybody Wants to Rule the World [Urban Mix]" (6:06)
2. "Everybody Wants to Rule the World [Instrumental]" (4:26)

## Everybody Wants to Run the World
1986 spelade gruppen in en ny version av låten, Everybody Wants to Run the World, till  välgörenhetskampanjen Sport Aid. Den blev en topp 5-hit i Storbritannien och Irland.